# 매디 컬리
매디 컬리(Maddy Curley, 1981년 12월 3일 ~ )는 미국의 배우, 텔레비전 배우, 영화배우이다.
탤러해시에서 태어났다.

## 방송
- 더 이벤트

## 영화
- 스타팅 프롬 스크래치 (2013년) - 라니 역
- 낫 포 휴먼 컨섬션 (2013년) - 에이프릴 역
- 더 이벤트 (2010년) - 잭키 그라나도스 역
- 퍼펙트 게임 (2009년)
- 스틱 잇 (2006년) - 미나 호잇 역
- 콜드 케이스 시즌1 (2003년)